# موتسوهیکو نومورا
موتسوهیکو نومورا (ژاپنی: 野村 六彦؛ زادهٔ ۱۰ فوریهٔ ۱۹۴۰) یک بازیکن فوتبال اهل ژاپن است.
از باشگاه‌هایی که در آن بازی کرده‌است می‌توان به باشگاه فوتبال کاشیوا ریسول اشاره کرد.